# Дремников главопрашник
Дремников главопрашник (Cephalanthera epipactoides) е многогодишно тревисто коренищно растение от семейство Салепови. Видът е критично застрашен в България. Включен е в Червената книга на България и Закона за биологичното разнообразие.
Видът развива 1 – 3(10) стъбла, които са с височина до 35(45) cm, с 1 – 5 листа. Листата му са широколанцетни, с дължина от 2 до 5 cm. Съцветията са до 2/3 от дължината на стъблото, с 10 – 30(50) цвята. Цветовете му са бели, характерно е наличието на шпора. Плодът е кутийка. Цъфти през май-юни и плодоноси през юли. Въпреки че има зелени листа, има поведение на сапрофитен вид, като надземно в отделните години се развиват само цъфтящи индивиди. То е насекомоопрашващо се растение. Размножава се със семена и по-рядко вегетативно.
Видът е разпространен в Източното Средиземноморие – Гърция, Турция, Егейските острови и България. В България се среща в Източните Родопи – района на Ивайловград, до 350 m н.в.